# Mohammad Naciri
Pour les articles homonymes, voir Naciri.
Mohammad Naciri (en arabe : محمد الناصري), né le 31 juillet 1973 à Rabat, est un haut fonctionnaire des Nations unies et le directeur régional[Quand ?] de l'entité des Nations unies pour l'égalité des sexes et l'autonomisation des femmes (ONU Femmes) pour les régions Arabie et Asie Pacifique.
Il est le premier homme à assumer le poste de directeur régional au sein d'ONU Femmes et le seul à ce jour[réf. nécessaire].

## Biographie
Naciri est né à Rabat d'un père marocain et d'une mère égyptienne. La famille Naciri est une famille notable au Maroc d'origine saharienne. Ses membres ont occupé divers postes politiques, universitaires et dans la magistrature. Leur ancêtre est Mohamed Ben Nacer (d'où leur nom) fondateur au XVIIe siècle à Tamegroute de la confrérie soufie Zaouïa Naciria portant son nom, et disciple d'Abou Hafs Omar Ibn Ahmed Al Ansari qui l'a chargé d'inculquer les principes de la Chadhiliyya,.
Naciri est le petit-neveu de Mohamed El-Mekki Naciri, ancien ambassadeur du Maroc en Libye, ministre des fondations religieuses, ancien chef d'Al Rabita Al Mohammedia, propriétaire et rédacteur en chef du journal Al Alam,,,,,,.
Il est le neveu de Khalid Naciri, ancien ministre de la communication et porte-parole du gouvernement marocain,,.
Naciri est également le cousin germain de Salaheddine Mezouar, l'ancien ministre des affaires étrangères du Maroc.
Son grand-père maternel est Mohamed Ayoub, membre du gouvernement égyptien, gouverneur du gouvernorat d'ach-Charqiya de 1970 à 1975 et membre fondateur du Nouveau Parti Wafd en 1978.

### Éducation
Naciri a fait ses études primaires dans différents pays à cause des voyages de ses parents. Il a fait ses études secondaires aux Émirats Arabes Unis.
De 1997 à 1999, il intègre la John F. Kennedy School of Government de l'Université Harvard aux États-Unis, et obtient un master en politique publique et en développement international . Il détient également un second master en anthropologie sociale de l'Institut d'anthropologie sociale et culturelle à l'Université d'Oxford au Royaume-Uni, de 1999 à 2000, où il a été boursier Chevening. Ainsi qu’un troisième master en administration des affaires à l’Académie Arabe des Sciences, Technologies et Transport Maritime à Alexandrie en Égypte, de 1995 à 1997.

### Carrière
Il a commencé sa carrière en tant que stagiaire avec l'UNICEF, et a depuis continué dans le monde du développement et des droits humains.

#### ONU Femmes
Naciri est un ardent défenseur des droits des femmes dans la région[Laquelle ?], et notamment de l'engagement des femmes dans les processus de paix.
Sous sa direction, le bureau régional a appuyé la convocation de 45 femmes yéménites des différentes factions pour appeler à un processus de paix. Dans son discours adressé à cette occasion Naciri a déclaré : « les femmes yéménites ont la possibilité de contribuer à consolider la paix, à revitaliser le dialogue, et à aider le Yémen à sortir de ce tunnel sombre. Nous comptons sur la sagesse des femmes yéménites pour créer un modèle que les gens vont suivre ».
Ayant été désigné immédiatement après le printemps arabe sur la tête de ONU Femmes, une grande partie du travail de Naciri sur l'égalité des sexes dans la région a porté sur la participation et le leadership des femmes. « Nous devons regarder comment nous pouvons maintenir cette participation », a déclaré Naciri. « Avec les femmes, avec les hommes, avec le pays en général, et avec le gouvernement, comment pouvons-nous prouver que la participation des femmes présente un intérêt et un bénéfice à toute la société ? ».
Sous sa direction, l'ONU Femmes et la Commission économique et sociale pour l'Asie occidentale CESAO ont lancé des recherches régionales sur le coût de la violence. Il a dirigé le travail sur l'engagement des hommes et des garçons en tant qu'agents de changement dans la région notamment en publiant un rapport sur les masculinités, le premier du genre dans le monde arabe,.
Naciri a cherché à élargir la portée et les partenariats du bureau régional. Il a lancé une initiative de partenariat entre l'Union pour la Méditerranée, ONU Femmes et l'Organisation de coopération et de développement économiques sur les femmes et les technologies de l'information et de la communication motivée selon lui par la demande de cette nouvelle expertise. 
Naciri a réussi à établir plusieurs partenariats bilatéraux avec des partenaires tels que le fonds d'affectation spéciale pour la Syrie EU Madad, l'Agence suédoise de développement et coopération internationale, la Finlande, le Japon et le gouvernement norvégien.
Naciri s'est engagé à aborder les normes culturelles et religieuses dans une perspective sexospécifique, créant un espace pour des partenariats avec des institutions religieuses comme la Rabita Mohammedia des Oulémas. Sous sa direction, ONU Femmes a plaidé avec succès pour l'abolition des lois qui accordaient la clémence aux violeurs s'ils épousaient leurs victimes au Liban, en Jordanie, au Maroc et en Tunisie,,.

#### Dubai Lynx 2015
En 2015, ONU Femmes s'est associée à Dubai Lynx International Advertising Festival, le plus grand festival de publicité régional pour mettre en lumière la violence à l'égard des femmes et a encouragé les jeunes créateurs à présenter des vidéos abordant le sujet,,. Le bureau régional a fait la lumière sur les tabous liés au genre à travers une campagne sur la fête des mères qui est devenue virale à la fois dans la région et au-delà. La campagne, soulignant la honte associée au fait de dire le nom de sa mère, a conduit des milliers d'internautes à faire des publications sur les médias sociaux en honneur à leurs mères.

#### PNUD Yémen
De 2009 à 2012, Naciri était le directeur adjoint du Programme des Nations Unies pour le Développement au Yémen. Pendant cette période, il a œuvré pour la bonne gouvernance, la réduction de la pauvreté et la durabilité environnementale conformément aux priorités stratégiques du PNUD et le cadre de développement du Yémen.

#### PNUD Koweït
Naciri a été le représentant du PNUD au Koweït de 2008 à 2009, travaillant notamment sur l'autonomisation des femmes et l'élection, pour la première fois dans l'histoire du pays, de femmes parlementaires,. Il a travaillé sur l'indice de transparence et sur la mise à jour de la politique fiscale de la Banque centrale du Koweït. Il a également travaillé avec le Koweït pour remédier aux dommages environnementaux causés par la guerre d'Irak à la suite notamment de l'incendie des champs de pétrole.

#### Organisation internationale pour les migrations (OIM)
Naciri a servi avec l'Organisation internationale pour les migrations dans le cadre du programme des administrateurs auxiliaires des Nations unies au Cambodge. Il a plaidé pour la reconnaissance des atrocités de traite des êtres humains perpétrées dans le pays, notamment en soutenant en 2003 une audition publique au congrès américain dans le cadre du rapport du département d'État américain sur la traite des personnes. Il a réussi à lever 10 millions de dollars du gouvernement américain pour le travail de l'OIM sur le trafic des personnes.
Après son séjour au Cambodge, Naciri a été nommé chef de mission de l'OIM au Koweït et chargé de la mettre en place dans le pays. Pendant cette période, il a travaillé en étroite collaboration avec les autorités koweïtiennes pour inclure les travailleurs domestiques dans le code du travail. Naciri était également responsable de l'intervention de l'OIM dans le sud de l'Irak à partir du Koweït. Il a également été directeur adjoint du vote à l'étranger lors des élections irakiennes de 2005.
En 2006, pendant la guerre du Liban, Naciri a été détaché pour être le coordinateur d'urgence de l'OIM.

## Participations
Naciri est un partisan des arts. En 2008, il a été cité par Canvas Magazine (volume 4, numéro 3, paru en mai-juin 2008) comme l'un des plus jeunes mécènes de l'art du Moyen-Orient, notamment pour son support pour les jeunes artistes du monde arabe. Il a été également mis en vedette dans le Financial Times pour sa collection personnelle d'objets d'art et sa relation avec son activisme pour les droits de la femme.
En 2016, Naciri a dirigé la conférence IIFMENA (Investing In the Future MENA) et la proclamation de la déclaration de Charjah,,.
En 2017, Naciri et ONU Femmes en partenariat avec Promundo ont lancé la première recherche régionale sur les masculinités.
En novembre 2015, Naciri et six autres personnalités ont interprété Seven, une pièce documentaire de renommée internationale, pour la première fois au Caire,.
Naciri est membre du jury international du Prix International de l'émancipation et la responsabilisation de la Femme (Global Award of Women's Empowerment).
En octobre 2018, il était membre du conseil d'administration du Prix de la Femme Arabe 2018 (Arab Woman Awards 2018) au Koweït,,,.